# Karl Willetts

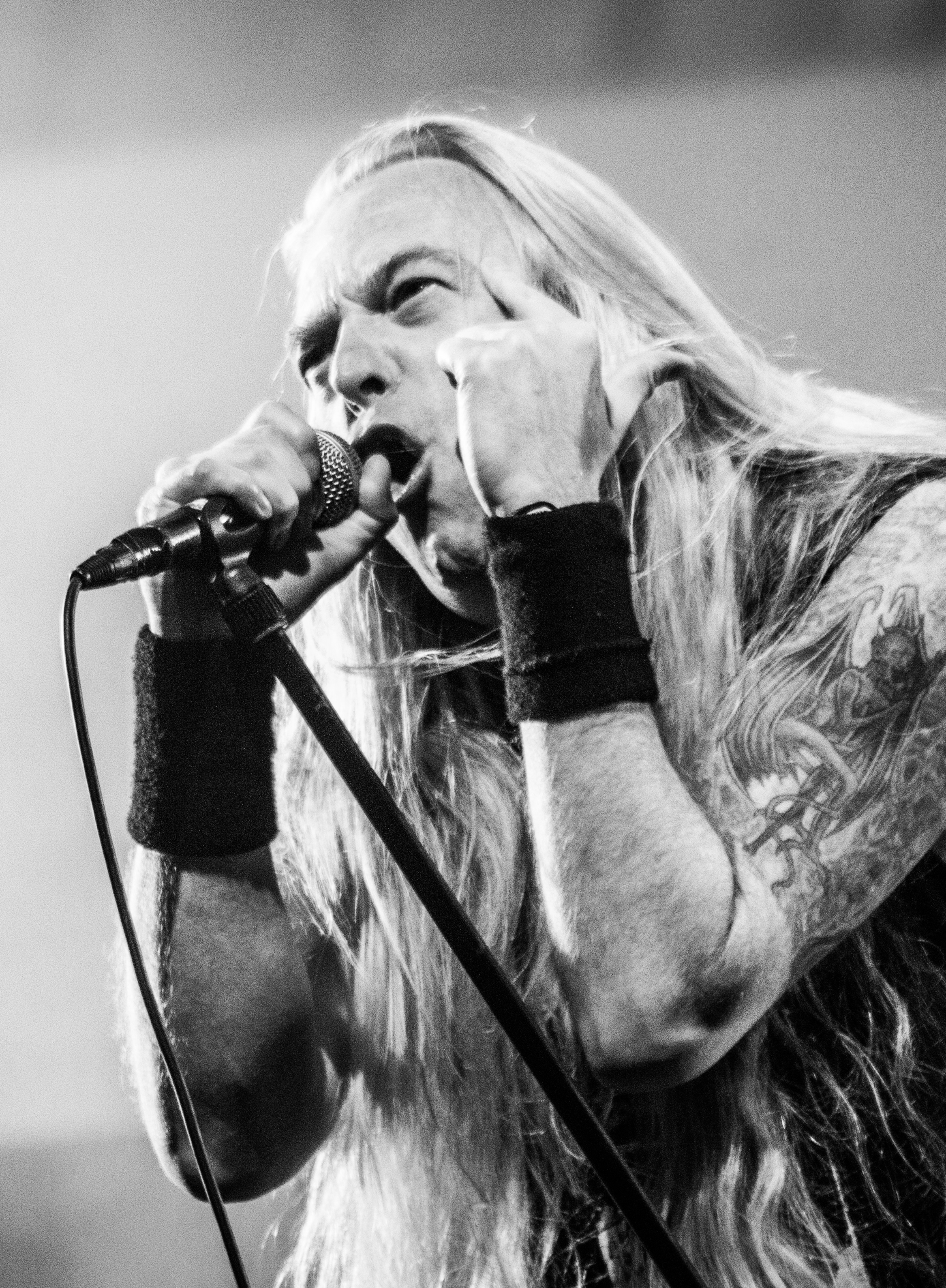
Karl Willetts, 2017

Karl Willetts (* 21. September 1966) ist ein Death-Metal-Sänger aus England. Er trat der englischen Death-Metal-Band Bolt Thrower im Jahr 1988 bei. Davor hatte er sich bereits um die Backline der Band gekümmert.

Im Jahr 1994, nach den Aufnahmen zum Album „...for Victory“, verließ Willetts die Band, um an der University of Birmingham sein Studium der Kulturwissenschaften abzuschließen.

1998 beteiligte sich Willetts bei Bolt Thrower als Session-Sänger für die Aufnahmen des Albums „Mercenary“ und verließ kurz darauf wieder die Band aus finanziellen und persönlichen Gründen. In der Zwischenzeit arbeitete Willetts, neben anderen Jobs, als Versicherungskaufmann in der Stadt Solihull, in der er auch lebt.
Im November 2004 stieß Willetts wieder zu Bolt Thrower, da deren Sänger Dave Ingram aus gesundheitlichen Gründen die Zusammenarbeit mit der Band hatte beenden müssen.
Willetts trat auch als Gastmusiker für die UK-Punk-Band Doom auf deren Peel-Sessions-Album und für die UK-Death-Metal-Band Benediction in Erscheinung.
Willetts war lange Zeit Vegetarier gewesen, begann jedoch um das Jahr 2006 wieder Fleisch zu essen. 2016 gründete er mit Frank Healy (Benediction) die Band Memoriam und hat bislang vier Studioalben mit dieser veröffentlicht.